# Sorocea hilarii
Sorocea hilarii là một loài thực vật có hoa trong họ Moraceae. Loài này được Gaudich. miêu tả khoa học đầu tiên năm 1844.